# Ville Pörhölä
Frans Wilhelm "Ville" Pörhölä (původním jménem Horneman) (24. prosince 1897 Alatornio — 28. listopadu 1964 Oulu) byl finský atlet, olympijský vítěz ve vrhu koulí.
Při svém prvním startu na olympiádě v roce 1920 v Antverpách zvítězil ve vrhu koulí, v hodu diskem obsadil osmé místo a v hodu břemenem skončil devátý. Na následující olympiádě v Paříži o čtyři roky později obsadil mezi koulaři sedmé místo. Byl to pro něj neúspěch, po kterém zanechal na několik let atletiky. Vrátil se k ní v roce 1929 a přeorientoval na hod kladivem. V roce 1932 na olympiádě v Los Angeles v této disciplíně vybojoval stříbrnou medaili. Stal se rovněž vítězem v soutěži kladivářů při premiéře evropského šampionátu v roce 1934. Při svém čtvrtém olympijském startu v roce 1936 v Berlíně skončil mezi kladiváři jedenáctý.